# 3D XPoint

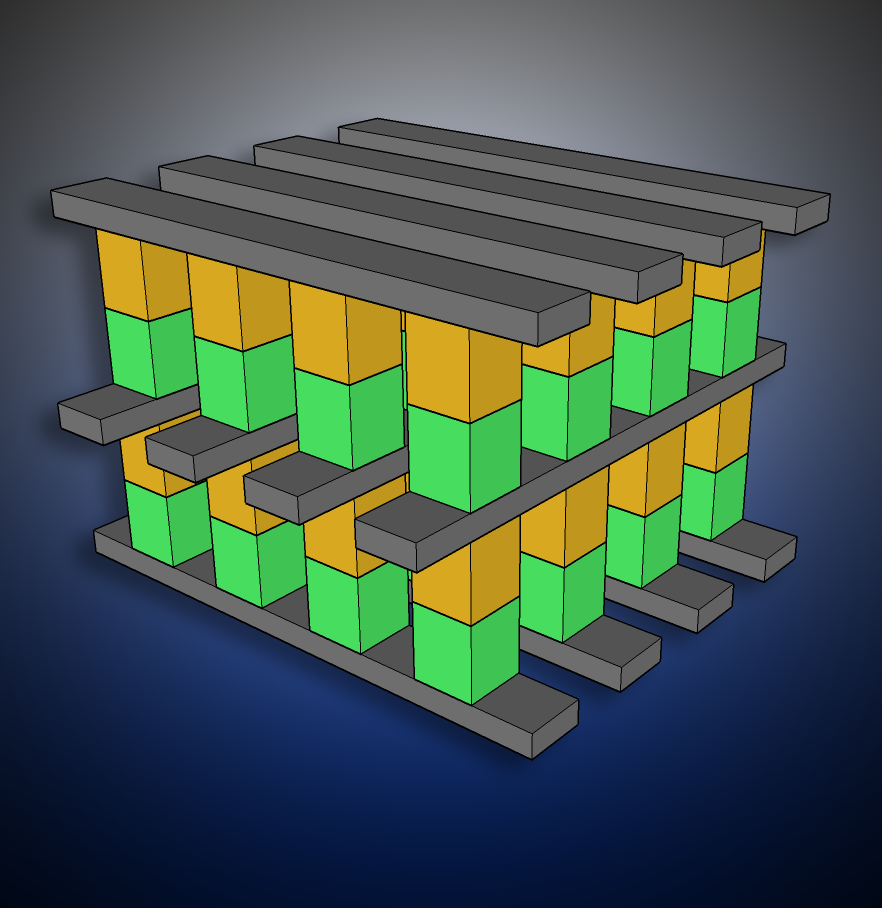
Ескізна схема двошарової пам'яті 3D XPoint. На перетині ліній (сірий) показано запам'ятовувальні комірки (зелений) і селектор (жовтий).

3D XPoint (читається «3D crosspoint» — «тривимірний перетин») — технологія енергонезалежної пам'яті, анонсована корпораціями Intel і Micron у липні 2015 року; напрямок згорнуто на кінець 2022 року.
Накопичувачі компанії Intel, що використовують цю технологію, виходили під торговою маркою Optane, а пристрої Micron передбачалося випускати під маркою QuantX, згодом Micron відмовилася від участі у розвитку технології. Intel мала кілька продуктів під брендом Optane: «пам'ять Optane», «постійна пам'ять Optane» і «твердотільні накопичувачі Optane», все це в результаті було об'єднано під егідою «бізнес пам'яті Optane».

## Технологія
Розробка технології почалася приблизно 2012 року (раніше Intel і Micron вже займалися спільною розробкою інших типів енергонезалежної пам'яті на фазових переходах (PRAM, PCM)). TechInsights повідомляє про використання PCM-пам'яті на базі GeSbTe (GST) і селектора на базі As+GST (ovonic threshold switch, OTS); за повідомленнями співробітника компанії Micron, архітектура 3D XPoint відрізняється від попередніх варіантів реалізації PCM-пам'яті і використовує халькогенідні матеріали як для селектора, так і для зберігання даних у комірках пам'яті (такі матеріали швидші і стабільніші, ніж традиційні для PCM, наприклад, GST).
2015 році зазначалося, що технологія «не заснована на електронах», а також що використовується змінення електричного опору матеріалів та можлива побітова адресація. Відзначалася також деяка схожість із резистивною пам'яттю довільного доступу (RRAM), яку розробляє компанія Crossbar, але використання при цьому інших фізичних принципів для зберігання інформації. Генеральний директор Intel Браян Кржанич, відповідаючи на питання про матеріали XPoint, уточнив, що перемикання засноване на «об'ємних властивостях матеріалу» (англ. bulk material properties). Також заявлено, що 3D Xpoint не використовує зміну фазового стану матеріалу або технології «меморісторів».
Окремі комірки пам'яті в XPoint адресуються за допомогою селектора, і для доступу до них не потрібен транзистор (як у технологіях NAND і DRAM), що дозволяє зменшити площу комірки та збільшити щільність їх розміщення на кристалі.
Додкладна інформація про використані матеріали та фізичні принципи станом на кінець 2016 року не розголошувалась. Для запису інформації в комірках пам'яті використовується змінення опору матеріалу. Комірки, імовірно разом із якимсь селектором, розташовані на перетині перпендикулярних ліній адресації слів і бітів. Технологія допускає реалізацію з кількома шарами комірок. Пристрої на основі пам'яті 3D XPoint випускалися для встановлення в роз'єм для оперативної пам'яті DDR4 (NVDIMM, non-volatile DIMM) і PCI Express (NVM Express).
За даними ЗМІ, інші компанії не представили робочих варіантів резистивної пам'яті або пам'яті на зміні фазових станів, які досягли б такого ж рівня продуктивності і надійності, як XPoint.

### Сумісність
Як компонент пам'яті Optane вимагає наявності спеціального набору мікросхем та підтримки ЦП. Як звичайний твердотільний накопичувач, Optane широко сумісний з дуже широким спектром систем, і його основні вимоги багато в чому аналогічні будь-якому іншому твердотільному накопичувачу — можливість підключення до апаратного забезпечення, операційної системи, BIOS/UEFI і підтримки драйверів для NVMe, а також адекватне охолодження.

## Оцінки продуктивності
На початку 2016 року IM Flash заявила, що перше покоління твердотільних накопичувачів досягне 95 тисяч операцій введення-виведення на секунду із затримками близько 9 мікросекунд. На форумі Intel для розробників 2016 року продемонстровано PCIe-накопичувачі об'ємом 140 ГБ, які показали дво-триразове поліпшення показників порівняно з твердотільними накопичувачами NVMe на NAND.
У середині 2016 року Intel заявляла, що в порівнянні з флеш-пам'яттю NAND нова технологія має в 10 разів менші затримки операцій, у 3 рази більший ресурс за перезаписом, у 4 рази більшу кількість операцій запису на секунду, у 3 рази більшу кількість операцій читання на секунду, використовуючи при цьому близько 30 % від енергоспоживання флеш-пам'яті.. 2017 року Intel представила накопичувачі серії Optane SSD 900P об'ємом 280 та 480 ГБ для настільних комп'ютерів; заявлена швидкість послідовного читання інформації досягає 2500 Мбайт/с, швидкість послідовного запису — 2000 Мбайт/с.
Незалежні тести перших NVMe-пристроїв на 3D XPoint (Intel Optane Memory) на застосовність їх як блокових пристроїв на характерних для індивідуальних користувачів навантаженнях не продемонстрували помітної переваги в порівнянні з NVMe-накопичувачами на базі NAND, а з урахуванням їх високої ціни — і конкурентоспроможності; з цим пов'язують фокусування Intel і Micron на просуванні цієї пам'яті на корпоративний, а не на споживчий ринок. Так, компанія VMware, розробник програмного забезпечення для віртуалізації, орієнтувалася, насамперед, саме на Intel Optane (наприклад, у рішенні Project Capitola, платформах vSphere 7.x та vSAN).

## Виробництво та впровадження

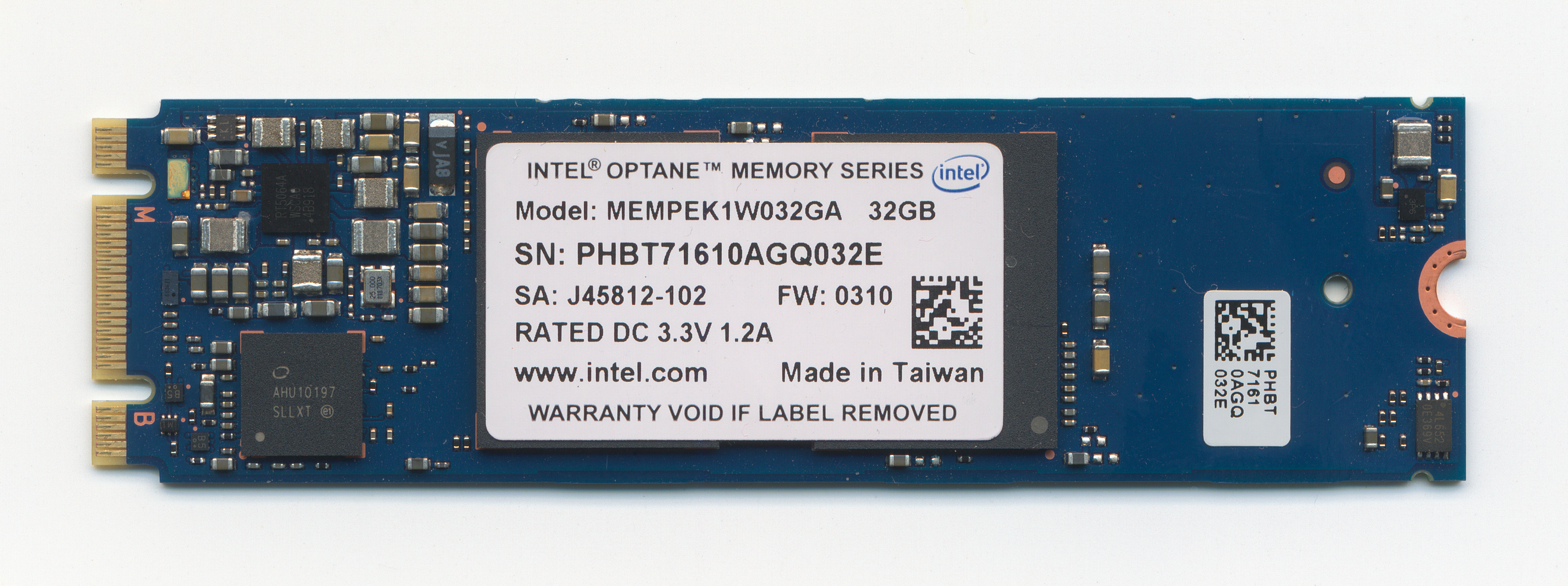
Intel Optane SSD для слота M.2

2015 року фабрика IM Flash — спільне підприємство Intel і Micron в Лігаї (штат Юта) — виготовила із застосуванням технології невелику кількість чіпів об'ємом 128 Гбіт, в яких використано два шари комірок по 64 Гбіт кожен. На початку 2016 року генеральний директор IM Flash Гі Блалок озвучив оцінку, що масове виробництво чіпів розпочнеться не раніше ніж за 12—18 місяців.
У середині 2015 року Intel оголосила про використання бренду «Optane» для продуктів зберігання даних на базі технології 3D XPoint, а в березні 2017 року випущено перший NVMe-накопичувач із пам'яттю 3D XPoint — Optane P4800X.
У жовтні 2016 року віце-президент підрозділу рішень для зберігання даних Micron заявив, що «3D Xpoint буде приблизно вдвічі дешевшою за DRAM, і в чотири-п'ять разів дорожчою, ніж флеш-пам'ять NAND» (за рівного обсягу) (але нижче, ніж у DRAM).
27 жовтня 2017 року Intel представила накопичувачі серії Optane SSD 900P об'ємом 280 та 480 ГБ, призначені для настільних комп'ютерів.
Оскільки собівартість 3D XPoint перевищує собівартість звичної TLC 3D NAND приблизно на порядок і, за наявними оцінками, виробництво 1 ГБ подібної пам'яті обходиться принаймні в $0,5, це не дозволяє Intel вийти з накопичувачами на такій пам'яті на масовий ринок (проте, компанія знайшла вихід, випускаючи гібридний споживчий продукт, побудований як сукупність мікросхем 3D XPoint та QLC 3D NAND, використовуючи переваги і тих, і інших).
Як свідчить звітність, яку компанія подала до Комісії з цінних паперів і бірж США, в 2020 року цей напрямок приніс Intel збиток у сумі 576 млн дол. Навесні 2021 року компанія Micron продала за 900 млн дол. лігайське підприємство з виробництва 3D XPoint корпорації Texas Instruments, яка має намір повністю переобладнати його під виробництво іншої продукції.
Середина 2022 року — Intel згортає бізнес-напрямок Optane Memory (у світлі падіння квартального виторгу на 22 % рік до року, компанія просто не може підтримувати всі перспективні технології, які вимагають великих інвестицій у R&D).